# Joe Newell
Joseph Peter Newell, né le 15 mars 1993 à Tamworth, en Angleterre, est un footballeur anglais évoluant au poste d'ailier avec le club d'Hibernian.

## Biographie
Joe Newell commence sa carrière professionnelle avec le club de Peterborough United. Avec cette équipe, il joue 44 matchs en deuxième division anglaise, inscrivant un but, et 53 matchs en troisième division anglaise, marquant trois buts.
Le 5 août 2015, il rejoint le club de Rotherham United, équipe évoluant en deuxième division.
Le 9 juin 2019, il rejoint Hibernian FC en Scottish Premiership, après avoir rejeté un renouvellement de contrat de Rotherham United, il y a signé un contrat de deux ans.
Le 12 juillet 2024, il a prolongé son contrat au club jusqu'en été 2027 et le club annonce qu'il sera le nouveau capitaine du club.
Le 25 février 2025, il sera absent à cause de deux blessures.

## Palmarès
- Vainqueur du Football League Trophy en 2014 avec Peterborough United
- Finaliste de la Coupe d'Écosse en 2021 avec Hibernian
- Finaliste de la Coupe de la Ligue écossaise en 2021 avec Hibernian